# Folch法
Folch法は、分配抽出の一種。物質の溶媒ごとの極性の差を利用し、水層に溶けやすい物質、有機溶媒に溶けやすい物質に分離する。
有機溶媒に粉砕した試料を投入して均質化した後、3層（上層：水相、中層：フラッフ、下層：有機溶媒）に分けて下層を取り出し、有機溶媒を処理して目的の物質を取り出す。
分配抽出の中では古くからある手法で、Folch法の改良（主に適用できる試料を広げるため）としてBlighDyer法などがある。